# Милман Пари
Милман Пари (23 юни 1902 г. – 3 декември 1935 г.) е американски класицист, чиито теории за произхода на творбите на Омир са революционизирали Омировите изследвания до такава фундаментална степен, че той е описан като „Дарвин на Омировите изследвания“.  Освен това е пионер в дисциплината на устната традиция.

## Ранен живот и образование
Пари е роден през 1902 г. в Оукланд, Калифорния, САЩ. Израства в къща, пълна с книги, с баща, който е самоук и много начетен.
Завършва Техническата гимназия в Оукланд през 1919 г.  и учи в Калифорнийския университет, Бъркли (бакалавърска и магистърска степен), където придобива опит в старогръцки и класически езици. След това учи за докторска степен в Сорбоната в Париж и е ученик на лингвиста Антоан Мейе.
В своите дисертации, които са публикувани на френски през 1928 г., Пари демонстрира, че омировият стил се характеризира с широко използване на фиксирани изрази или „формули“, адаптирани за изразяване на дадена идея при същите метрични условия. Например „божествен Одисей“, „много съветван Одисей“ или „много издръжлив божествен Одисей“ имат по-малко общо с придвижването на историята напред, отколкото с това да бъдат в съответствие с количеството материал, който трябва да бъде вместен в останалата част от стиха – хекзаметър. Устният характер на поемата прави очевидна зависимостта ѝ от тези техники – те са както помощни средства за запаметяване, така и за по-лесна импровизация. Именно тези готови „формули“ са причината да се предполага, че двата омирови епоса не са творение на един поет, а постепенно са се развили в дългогодишна традиция. Както каза един учен, „Пари никога не е разрешил Омировия въпрос [кой е Омир]; той демонстрира, че това е без значение“.
Мейе запознава Пари с Матия Мурко, който е работил върху устните епични традиции в Югославия  и има опит като вече е направил фонографски записи на някои изпълнения.

## Академична кариера
Между 1933 и 1935 г. Пари, по това време асистент-професор в Харвардския университет, прави две посещения в Югославия, където изучава и записва устна традиционна поезия на сърбохърватски с помощта на своя асистент Албърт Лорд и местният народен певец Никола Вуйнович, който им помага да намират и да интервюират други народни певци, известни като гуслари. Работят в Босна, където грамотността е сравнително ниска и устната традиция е „най-чиста“ (според термина, използван от Пари и Лорд). Правят хиляди часове записи в отдалечени планински села на неграмотни фермери, които пеят по памет епични песни с невероятна дължина. Пари и Лорд записват с новоизобретено оборудване – плоски алуминиеви плочи вместо винил, направени по поръчка специално за експедицията, само с пет минути време за запис. Дисковете непрекъснато се сменят със специална дву-дискова машина, която позволява да се създаде единичен дълъг запис, който няма прекъсвания и който по-късно се транскрибира. Записват и разговори между гусларите, защото им става ясно, че това също е част от творческия процес, който опложда импровизацията. 
„Бижуто на колекцията“ е „Сватбената песен на Смалагич Мехо“ от млад мюсюлмански поет на име Авдо Меджедович – „ досега най-умелият" и многостранен изпълнител, когото Милман бил срещнал“.  С над 12 000 реда и изпълнявана в продължение на пет дни, тази песен се оказва най-близкият аналог до Омир по качество и количество. Пари споделя, че човек „ има огромното усещане, че по някакъв начин чува Омир“, а Меджедович се хвали, че знае и по-дълги песни. 
В своите публикации от 30-те години Пари въвежда хипотезата, че формулната структура на омировия епос очевидно трябва да се обясни като характерна черта на устната композиция – така наречената „устна формулна хипотеза“. След смъртта на Пари идеята е подкрепена от Албърт Лорд, най-вече в „Певецът на приказки“ (1960).

## Смърт
През 1935 г. Пари се завръща в Съединените щати и научава, че богатата му тъща се е забъркала с хора, които крадат от нея без нейно знание. По време на престоя си на Балканите Пари развива навика да носи пистолет и опакова един в багажа си, когато тръгват за Калифорния със съпругата му, за да помогнат. В късния следобед на 3 декември в хотел Palms в Лос Анджелис Пари се облича за вечеря с приятели, докато жена му е в другата стая. Показанията леко се разминават, но тя или чува приглушен изстрел, или стонове на Пари, и го намира прострелян в сърцето. Скоро след това той издъхва. Полицейските детективи заключават, че е произведен случаен изстрел, докато Пари е вадил дрехи от багажа си. Предпазителят не е бил поставен и спусъкът бил оплетен в риза, която носела следите от изгаряния с барут. 
Веднага се разпространяват различни слухове, включително идеята, че Пари се е самоубил заради отказа на Харвард да му даде постоянна работа или пък че жена му го е убила. Дъщерята на Пари, Мариан, вярва до края на живота си, че майка ѝ го е убила, като споделя за безумните обвиненията на майка си в изневяра.  Детайлното изследване на доказателствата от класициста Стив Рийс обаче е в съгласие със съвременното официално заключение, че смъртта на Пари е случайна. 

## Памет и влияние
Събраните документи на Милман Пари са публикувани посмъртно в The Making of Homeric Verse: The Collected Papers of Milman Parry, редактиран от неговия син Адам Пари (Oxford University Press, 1971). Колекцията от записи и транскрипции на южнославянската героична поезия сега се намира в Widener Library на Харвардския университет. Списанието Oral Tradition е посветено на развитието на работата на Пари.
Според Стив Рийс има „огромно количество литература за интелектуалното наследство на Пари“.  Неговото влияние е очевидно в работата на по-късни учени, които твърдят, че съществува фундаментално прекъсване в институционалната структура между Омирова Гърция и Платонова Гърция – прекъсване, характеризиращо се с прехода от устна към писмена култура. Тази линия смята, че в омировото общество устната поезия е служила като запис на институционални и културни практики. Тезата се свързва с Ерик Хавелок, който цитира Пари и твърди, че фиксираните изрази, които Пари идентифицира, могат да се разбират като мнемонични помощни средства, които са жизненоважни за благосъстоянието на обществото, като се има предвид важността на информацията, носена от поезията.

## Личен живот
Пари е женен за Мариан Танхаузър, която произлиза от богато немско-еврейско семейство и която търпи антисемитски коментари от страна на някои от колегите на съпруга си.   Имат две деца – Мариан и Адам (1928 – 1971). Последният става председател на Катедрата по класика на Йейлския университет.  

## Свързана литература
- Канигел, Робърт. Чувайки песента на Омир: краткият живот и голямата идея на Милман Пари. 2021 г. Пингвин.ISBN 978-0525520948ISBN 978-0525520948 (мека корица).